# Диши дубоко
Диши дубоко је српски филм снимљен 2004. године у режији Драгана Маринковића.

## Радња
Саша (Ана Франић), београдска студенткиња права, саопштава родитељима да ће са момком Стефаном (Бранислав Томашевић) иселити у Канаду. Исте ноћи, Саша и Стефан доживљавају саобраћајну несрећу. Саша се буди у болници и упознаје Лану (Јелена Ђокић) Стефанову сестру која се бави фотографијом и живи у Паризу.
Стефан се опоравља у болници. Саша открива да њена мајка Лила има љубавну аферу, док њен тата, познати адвокат, очајнички настоји да одржи брак и породицу на окупу. Лана постаје најбоља Сашина пријатељица, која је у стању да јој укаже да је живот често само игра. Усред историјског и породичног хаоса Саша започиње љубавну везу са сестром свог младића.

## Улоге
| Глумац                  | Улога             |
| ----------------------- | ----------------- |
| Мира Фурлан             | Лила              |
| Ана Франић              | Саша              |
| Јелена Ђокић            | Лана              |
| Богдан Диклић           | Милош             |
| Бранислав Томашевић     | Стефан            |
| Никола Ђуричко          | Бојан             |
| Горан Шушљик            | Синиша            |
| Ана Сакић               | Инес              |
| Бојан Димитријевић      | Зоран             |
| Јелена Херц             | главна сестра     |
| Татјана Торбица         | медицинска сестра |
| Нела Михајловић         | чистачица         |
| Михајло Бата Паскаљевић | деда              |
| Петар Краљ              | доктор            |
| Милан Марић Шваба       | Мики              |
| Предраг Панић           | Мики старији      |
| Ђорђе Бастовановић      | млади Милош       |
| Ђорђе Бранковић         | таксиста          |
| Ана Капларевић          | Милица            |
| Игор Филиповић          | физиотерапеут     |
| Марко Јеремић           | полицајац         |
| Небојша Андоновић       | адвокат           |
| Ђорђе Бранковић         | Таксиста          |